# Норвуд (Охајо)
Норвуд (енгл. Norwood) град је у америчкој савезној држави Охајо.

## Демографија
По попису из 2010. године број становника је 19.207, што је 2.468 (-11,4%) становника мање него 2000. године.
| Група             | 2000.          | 2010.          |
| Белци             | 20.249 (93,4%) | 16.168 (84,2%) |
| Афроамериканци    | 509 (2,3%)     | 1.465 (7,6%)   |
| Азијати           | 167 (0,8%)     | 154 (0,8%)     |
| Хиспаноамериканци | 401 (1,9%)     | 972 (5,1%)     |
| Укупно            | 21.675         | 19.207         |